# Palt
Palt ist eine Ortschaft und eine Katastralgemeinde in Niederösterreich. Sie hat 738 Einwohner (Stand 1. Jänner 2024) und liegt am Fladnitzbach. Palt hat eine Fläche von ca. 554 ha und liegt in der Marktgemeinde Furth bei Göttweig. Der Ort lebt vom Weinbau und ist deshalb in den letzten Jahren ein beliebter Heurigenort geworden. Bis Ende 1966 war Palt eine eigenständige Gemeinde.

## Geschichte
Palt wurde erstmals im Jahre 1120 im Traditionskodex A des Stiftsarchivs Göttweig erwähnt. Die Herkunft des Namens ist unklar, wahrscheinlich kann er vom slawischen palta hergeleitet werden, was so viel wie Sumpf bedeutet.
Laut Adressbuch von Österreich waren im Jahr 1938 in der Ortsgemeinde Palt ein Gastwirt, ein Gemischtwarenhändler, ein Müller, ein Schlosser, ein Schmied, zwei Trafikanten, ein Weinhändler, ein Zimmermeister und mehrere Landwirte ansässig.
Mit 1. Jänner 1967 wurden im Zuge der Niederösterreichischen Kommunalstrukturverbesserung die bis dahin selbständigen Gemeinden Aigen, Furth, Palt und Steinaweg zu Furth bei Göttweig zusammengeschlossen.

## Vereine
Die Freiwillige Feuerwehr Palt wurde im Jahre 1884 gegründet. Anlass dafür war der 8. Dezember 1881, an dem das Ringtheater in Wien ein Raub der Flammen wurde. Dieser sogenannte Ringtheaterbrand war mit 348 Todesopfern eine der größten Katastrophen dieser Zeit. Drei Jahre später wurde eine kleine Scheune für die sogenannten Feuerlöschrequisiten wie Eimer, Einreißaxt und die Kübelspritze gebaut. Weitere Meilensteine in der Geschichte der Freiwilligen Feuerwehr Palt waren:
- 1895: Kauf einer Handdruckspritze mit 63 Meter Schlauch
- 1955: Gründung der ersten Wettkampfgruppe
- 1965: Kauf der ersten Motorspritze
- 1968: Ankauf eines Löschfahrzeuges.
- 1994: Das Löschfahrzeug wird durch ein neues Tanklöschfahrzeug ersetzt.
- 2006: Feierliche Eröffnung des neuen Feuerwehrhauses.
- 2020: Ankauf des neuen HLF 2 der Firma Rosenbauer